# シェパード・ドールマン
シェパード・ドールマン（Sheperd S. Doeleman、1967年1月26日 - ）は、アメリカ合衆国の天体物理学者。イベントホライズンテレスコープのプロジェクトリーダーを務める。
ベルギーのルーヴェンに生まれ、両親の出身国であるアメリカに戻り、ポートランドで育った。1986年にリード大学でを卒業後、1年間南極のマクマード基地で宇宙実験に参加した。1995年にマサチューセッツ工科大学（MIT）から天体物理学のPh.D.を取得後、マックス・プランク電波天文学研究所に勤務し、その後はハーバード・スミソニアン天体物理学センターに移籍した。

## 受賞歴
- 2020年 - ブルーノ・ロッシ賞
- 2021年 - ヘンリー・ドレイパー・メダル

## 参照
- Sheperd Doeleman
- Shep Doeleman